# Universitat de Binghamton
La Universitat Estatal de Nova York a Binghamton, coneguda habitualment com a Universitat de Binghamton i Binghamton SUNY (on SUNY = State University of New York), és una universitat pública de recerca amb campus a Binghamton, Vestal i Johnson City, Nova York, Estats Units. És un dels quatre centres universitaris del sistema de la Universitat Estatal de Nova York (SUNY). A partir de 2018, més de 17.800 estudiants de grau i graduats assisteixen a la universitat. El campus de Vestal està catalogat com a lloc designat pel cens, amb una població residencial de 6.177 persones a partir del cens de 2010.
Des de la seva creació el 1946, l'escola ha evolucionat des d'una petita universitat d'arts liberals a una gran universitat de recerca que es troba constantment entre les millors universitats públiques dels Estats Units. La Universitat de Binghamton es considera una de les Public Ivies, una universitat finançada públicament que es considera que proporciona una qualitat d'educació comparable a la de la Ivy League. La universitat és designada com a Universitat de doctorat R1 amb una activitat de recerca molt alta segons la Classificació Carnegie de les institucions d'educació superior.
Els equips esportius de Binghamton es coneixen com a Bearcats i competeixen a la Divisió I de la NCAA. Els Bearcats són membres de la America East Conference.